# 불가리아 농구 국가대표팀
불가리아 농구 국가대표팀(불가리아어: Български национален отбор по баскетбол)은 불가리아를 대표하여 국가대항전에 참가하는 농구 국가대표팀으로 불가리아 농구 연맹이 운영하고 있다.
불가리아는 올림픽 4회, 월드컵 1회,  유로바스켓 25회 출전했다.